# 보끄레 머천다이징
보끄레 머천다이징은 패션 의류 전문 기업으로 1991년 7월 1일에 창립되었다. 20대 여성들을 대상으로한 영 캐주얼 브랜드 온앤온(on&on), 올리브데올리브(OLIVE des OLIVE), 더블유닷(W.), 스테이지에이티나인(STAGE 89), 코인코즈(COIINCOS), 라빠레뜨(LAPALETTE) 등을 론칭하였다.